# コペル21
『コペル21』は、かつてくもん出版から発刊されていた、子供向け科学雑誌。1983年4月創刊、1993年3月廃刊。

## 概要
誌名はコペルニクスと、発刊当時は来るべき未来だった21世紀にちなんで命名された。
科学に興味のある小学生高学年から中学生に掛けての子供向けに、様々な記事を豊富なイラストや写真と共に掲載していた。内容は、銀河系や太陽系、彗星など天体・天文に関するものから、人工衛星、スペースコロニーなど宇宙開発などの広義の宇宙関係、恐竜などの古代生物の生態や発掘、動植物などの生態や生物の進化、火山灰に埋もれたポンペイなどの歴史、時間や物理などの科学、コンピュータ言語、未来都市、火山の仕組みなど、多岐に渡る。
また、読者から特派員を募り、世界のさまざまな国々を訊ねて風土や暮らしをレポートするなど、本格的な読者参加型企画が数多く組まれていたのも特徴。

## 連載・執筆陣
- 松下進（表紙）
- スージー甘金（表紙）
- マシュマロのおいしい算数（算数漫画）(みずまちようこ作)
- まんが科学史（科学偉人伝）(ムロタニツネ象作)
- ワンダートレック（漫画）(かがみあきら作)
- もしもワールド（漫画）
- 宇宙キッドクラブ（読者投稿コーナー）
- 謎の惑星メタルーナ（SF小説）
- パズル大作戦
- 早見優のハロー!パソコンキッズ
- ランとロムのかかくなんロールプレイング科學館 (さとうたけてる作)
- Dr.オーヤマのドキドキ科学講座(大山哲也作)[3]
- こちら地球パトロール隊 スペシャル
- スーパーメカランド（市販のハイテク機器の内部構造を解説）
- コペル博士のはてなボックス
- パソコンくんのプログラム道入門